# Lauro De Bosis
Adolfo Lauro De Bosis, o de Bosis, noto solo come Lauro De Bosis (Roma, 9 dicembre 1901 – Mar Tirreno, 3 ottobre 1931), è stato uno scrittore, poeta, antifascista e artista olimpico italiano.
Fu anche saggista, traduttore negli Stati Uniti e aviatore dilettante.
Il suo nome è però indissolubilmente legato all'impresa propagandistica che lo condusse alla morte, il celebre volo su Roma del 1931.
Sorprendendo la Regia Aeronautica, lanciò sulla capitale migliaia di manifestini antifascisti inneggianti alla libertà e alla lotta contro il regime. 

Sulla rotta del ritorno a Marsiglia l'aeroplano su cui viaggiava scomparve in mare, probabilmente caduto e inabissatosi per l'esaurimento del carburante.
L'Università di Harvard, dove aveva insegnato letteratura italiana per alcuni anni, gli dedicò la cattedra di Civiltà Italiana (cultura, storia e letteratura) e un premio conferito annualmente.

## Biografia
(Lauro De Bosis, Icaro)

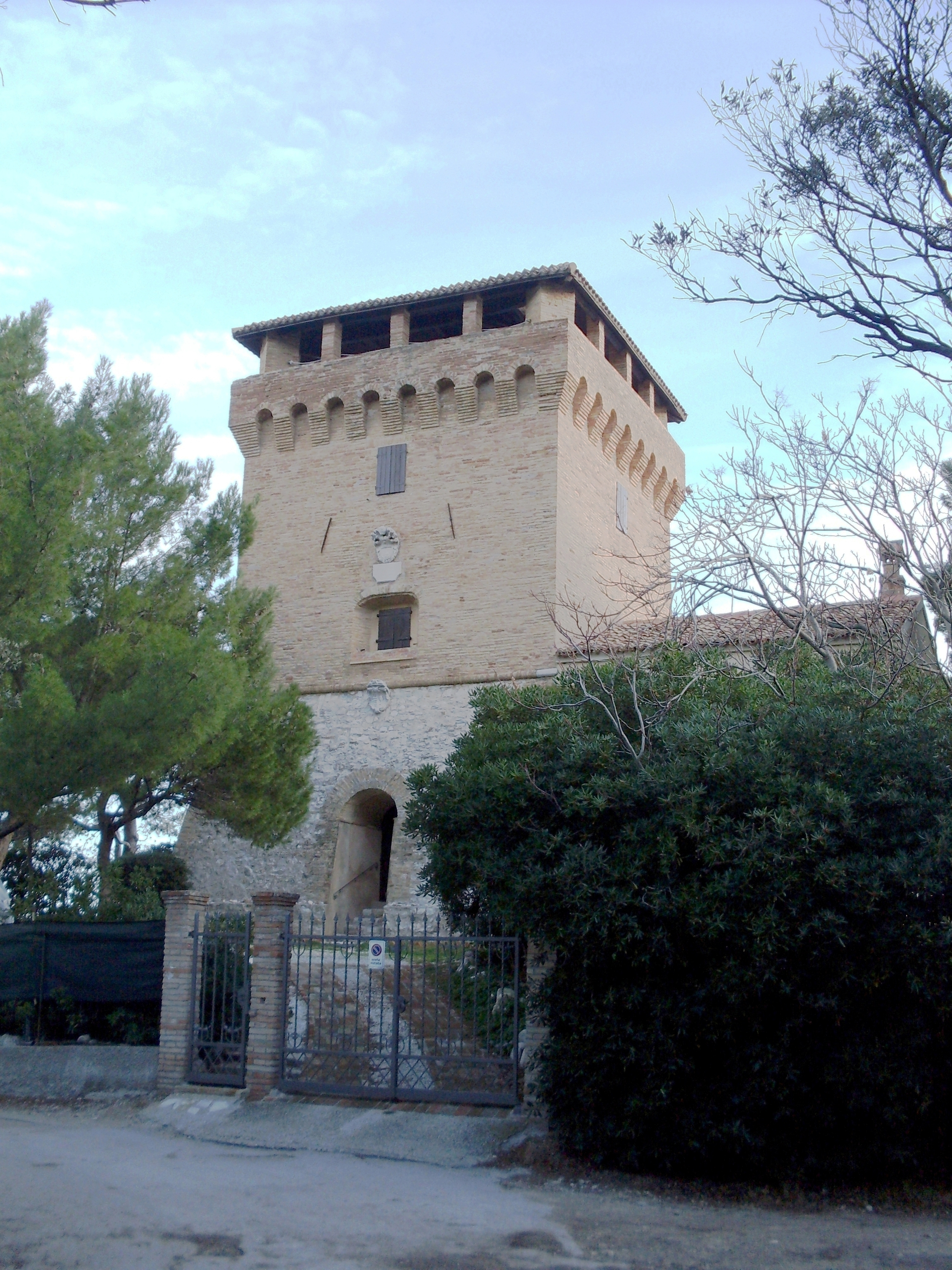
La Torre Clementina a Portonovo

Nato a Roma nel 1901, Adolfo Lauro De Bosis detto solo Lauro, era di famiglia anconetana che, trasferita a Roma per affari, conservava nella città di origine un'antica torre di guardia posta sulla riva del mare, al di sotto delle rupi del Monte Conero: la Torre Clementina di Portonovo. Questa torre era un luogo di ritrovo per amanti della poesia (vi era stato ospite anche Gabriele D'Annunzio), e anche Lauro vi si recava per cercare ispirazione. 

Gabriele D'Annunzio, all'epoca del Convito

Il padre di Lauro, Adolfo De Bosis (1863-1924), poeta e dirigente d'azienda, fu il fondatore della rivista «Il Convito», nella quale pubblicarono oltre a D'Annunzio anche Giovanni Pascoli e Giosuè Carducci, che vi fece comparire per la prima volta la Canzone di Legnano.

La madre, Lilian Vernon (1865-1952), scrittrice, figlia di un importante pastore metodista, era di origine statunitense ed amante anch'essa della letteratura e della poesia in particolare.
L'ambiente domestico - di cui fece parte anche la sorella Virginia De Bosis, arabista e islamista assai apprezzata in Italia e all'estero - indirizzò Lauro verso la passione per le lettere, e già da ragazzo scrisse alcuni versi.
Era l'ultimo di sette figli, tra cui Valente, pilota decorato alla memoria, caduto in un'azione aerea durante la Grande Guerra, la citata Virginia, Percy e Charis (madre dell'ambasciatore Alessandro Cortese de Bosis).

### Poesia, politica e partecipazione alle Olimpiadi
Dopo aver terminato gli studi classici, Lauro De Bosis si laureò in chimica nel 1922 all'Università di Roma, anche se i suoi interessi erano eminentemente letterari.
Nel 1923 fu rappresentato allo stadio del Palatino l'Edipo re di Sofocle su sua traduzione, pubblicata nel 1924. Ottimo conoscitore della lingua inglese, alla fine del 1924 si recò negli Stati Uniti su invito della Italy America Society di New York per tenere un ciclo di conferenze sulla situazione politica, storica e letteraria italiana. Da allora la sua vita trascorse tra New York e Roma, dove nel 1925 pubblicò una traduzione ridotta de Il ramo d'oro di Frazer, mentre nel 1926 tornò ancora negli Stati Uniti per insegnare italiano alla Harvard University di Cambridge (Massachusetts); in questa Università gli sono ancora dedicate una borsa di studio e un ciclo annuale di lezioni.
Rimane indignato dalla propaganda dei filofascisti all'estero, che intendono far passare il regime come un governo illuminato.
Di sentimenti liberali conservatori e monarchici, De Bosis maturò in questo periodo la sua opposizione al fascismo, che egli aveva inizialmente valutato in termini non negativi, quale baluardo al «sovversivismo» e «risveglio del sentimento nazionale offeso». La sua traduzione dell'Antigone di Sofocle, pubblicata nel 1927, è espressione del suo mutato indirizzo politico: Antigone rappresenta infatti la ribellione morale del cittadino alle crudeli leggi dello Stato, raffigurate dal dispotico sovrano Creonte.
Nel 1927 scrisse Icaro, la sua unica opera poetica. Questo dramma in versi, che nel 1928 ottenne la medaglia d'argento (di fatto il primo premio, poiché l'oro non fu assegnato) alle Olimpiadi di Amsterdam 1928 nella categoria letteratura drammatica (al tempo i giochi comprendevano anche competizioni artistiche e non solo sportive), e fu pubblicato nel 1930, è singolarmente profetico del gesto che concluse la sua vita. Il soggetto gli venne suggerito dalla madre, che conosceva il sonetto Icare est cheut icy le jeune audacieux (Icaro è caduto qui il giovane audace) del poeta francese Philippe Desportes, reso allora attuale dalla recente trasvolata di Lindbergh, ma anche il sonetto Icaro di Jacopo Sannazaro. Nell'opera di De Bosis, Icaro è un poeta che in un gesto eroico sacrifica la vita per la libertà, negata dal tiranno Minosse. La figura di Icaro era stata trattata e celebrata, in epoca recente, anche dal D'Annunzio, coetaneo ed intimo amico del padre di Lauro, Adolfo, come simbolo di eroismo assoluto e titanismo.
Nel 1928 De Bosis divenne segretario della Italy America Society, nella quale erano tuttavia operanti persone legate al fascismo, e la circostanza gli procurò la diffidenza di molti antifascisti italiani emigrati negli Stati Uniti, già scettici sulla sua politica di fondo, intesa ad alleare contro il fascismo i monarchici, i liberali e i cattolici. Egli si guadagnò tuttavia la simpatia del socialista Salvemini.

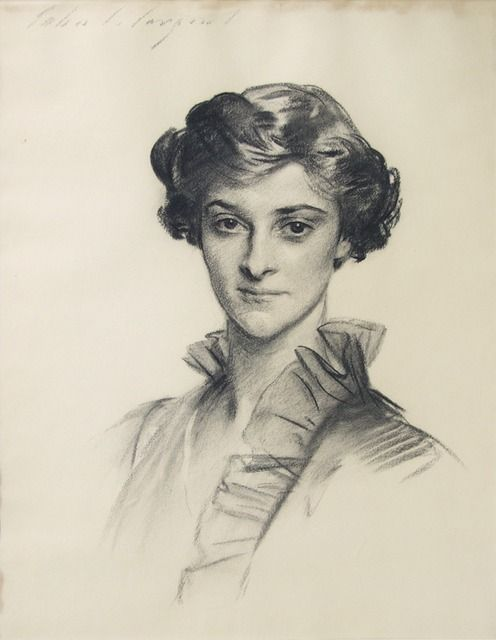
Ruth Draper (ritratto, 1913)

In questo periodo (1928-29) si legò sentimentalmente all'attrice statunitense Ruth Draper, che aveva 17 anni in più di lui, e continuò la sua attività di traduttore con La vita privata di Elena di Troia di John Erskine, Il ponte di San Luis Rey di Thornton Wilder e il Prometeo incatenato di Eschilo.
Per quanto riguarda lo stile, De Bosis è un poeta dallo stile aulico ed elevato, come i suoi modelli classicisti e dannunziani.

### L'Alleanza Nazionale per la Libertà
Nel 1930 prese contatto a Londra con don Luigi Sturzo, e in luglio, a Roma, fondò con Mario Vinciguerra una associazione patriottica clandestina denominata Alleanza Nazionale per la Libertà. 
L'associazione intendeva sensibilizzare l'opinione pubblica italiana sul valore della libertà attraverso la diffusione per posta di volantini antifascisti, invitando i riceventi a diffonderli a loro volta nello stesso modo. 
L'obiettivo era la formalizzazione di un'alleanza politica comprendente la monarchia, il Vaticano, i liberali ed esponenti con posizioni di destra contro il fascismo oppressivo, dalla quale dovevano essere esclusi repubblicani e socialcomunisti.
L'iniziativa ottenne l'approvazione e il sostegno di autorevoli personalità quali Giovanni Antonio Colonna di Cesarò (senatore e studioso di antroposofia ed esoterismo, già vicino al neopagano gruppo di Ur, fondato dal filosofo filofascista Julius Evola), Umberto Zanotti Bianco (politico, filantropo e archeologo), il banchiere Romolo Ferlosio e il gesuita padre Enrico Rosa dell'Azione Cattolica.
Successivamente si rivolse anche ai socialisti riformisti, ovvero coloro che nel PSI e nell'area socialdemocratica si erano ormai staccati dai comunisti, per imboccare la strada contraria alla rivoluzione armata marxista, in stile sovietico (tra essi Gaetano Salvemini). 
L'Alleanza giunse a comprendere - come affermerà Giovanni Spadolini - quella che fu la secessione dell'Aventino, e parte di quello che sarà il Comitato di Liberazione Nazionale, con però la notevole differenza dell'esclusione delle due forze militarmente preponderanti, i comunisti e Giustizia e Libertà, che agivano nella concentrazione antifascista con cui De Bosis ebbe rapporti non ottimali. Non riuscì mai a convincere i fratelli Rosselli ad unirsi a lui. 

Anche Sandro Pertini e Piero Calamandrei (parte dell'area socialista esclusa dal gruppo di De Bosis) celebreranno, in futuro, De Bosis come un eroe di libertà, precursore della Resistenza italiana; le stesse pagine del giornale di GL pubblicheranno articoli di commosso ricordo all'indomani del volo tragico del 1931.
Arrivato tardi alla lotta contro il regime e non senza qualche sgradevole equivoco coi compagni di esilio (eccetto Salvemini che lo capì subito e lo protesse sempre). Fondatore nel '30 insieme con Mario Vinciguerra (un altro personaggio che meriterebbe una "Vita") dell'Alleanza Nazionale, una specie di riduzione dell'"Unione democratica" amendoliana in chiave monarchica, anzi in chiave di collaborazione tra forze liberali, cattoliche e moderate al fine di premere su Monarchia e Chiesa per la rottura col fascismo (non importa se due anni dopo il Concordato).»
(Giovanni Spadolini, Il mondo frantumato)

#### Un ideale antifascista "risorgimentale"
De Bosis espresse vicinanza anche alle posizioni di Benedetto Croce (anche se non risulta tra i firmatari del Manifesto degli intellettuali antifascisti) che intraprenderà una breve collaborazione con l'Alleanza, laico e liberale, non ostile a nessuna forza che avesse potuto combattere efficacemente il fascismo. La divisione è considerata un nemico interno, e l'anti-monarchismo e l'anticlericalismo esplicito di alcuni antifascisti vengono usati da Mussolini quale propaganda per presentare il fascismo come l'unica alternativa alla rivoluzione comunista. Questi argomenti saranno, come detto, anche quelli del CLN nel 1944, che metterà da parte questioni politiche e religiose per dedicarsi innanzitutto alla cacciata del fascismo.

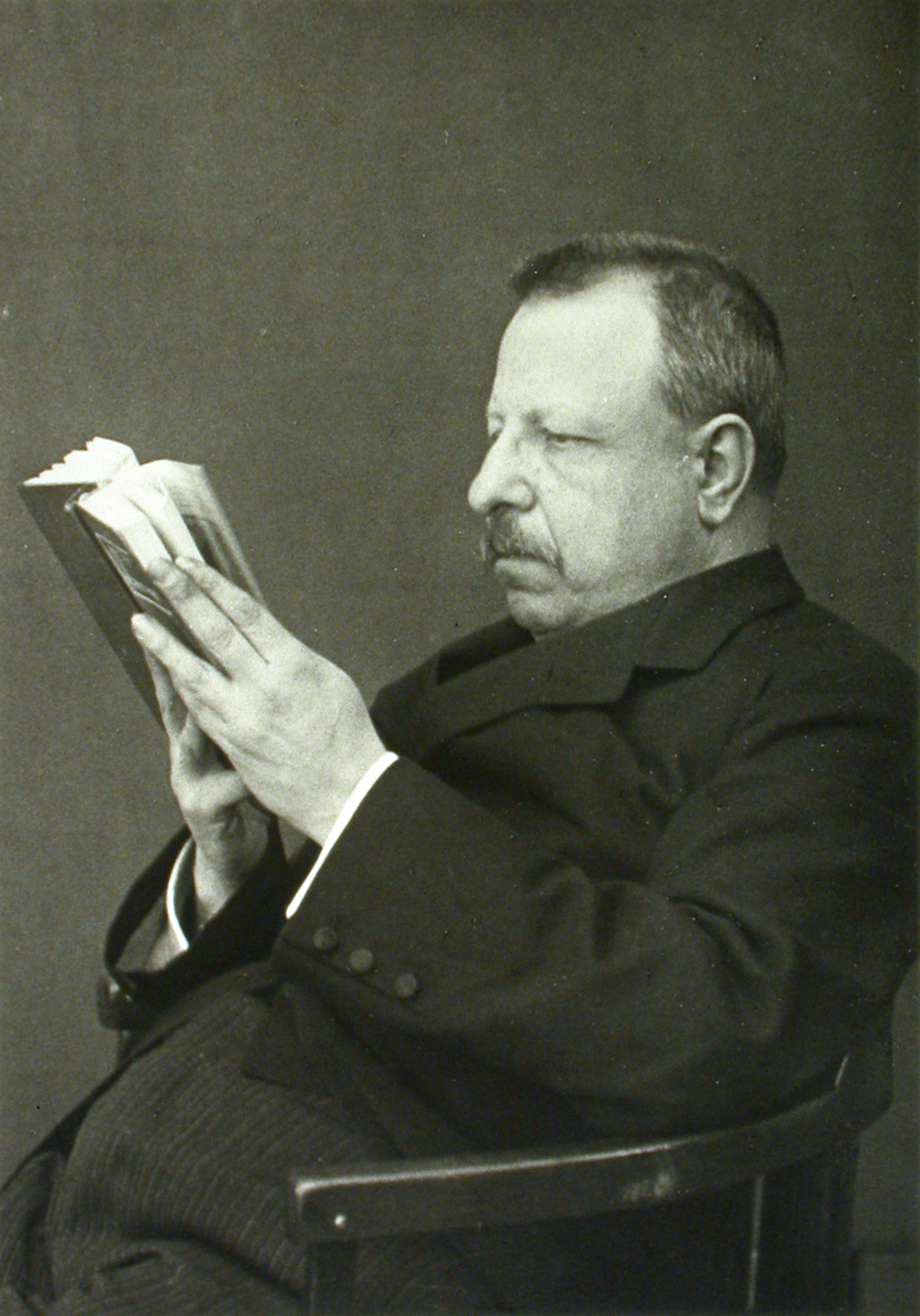
Benedetto Croce

Quanto al Vaticano, la sua considerazione non era ideologica: senza alcun clericalismo, considerava semplicemente il papato una forza importante ed attiva, da non sprecare lasciandola al fianco del Duce, in particolare dopo i Patti lateranensi del 1929.
L'ideale politico di Lauro era fondamentalmente incentrato sulla necessità che lo stato liberale risorgimentale, quello cavouriano e giolittiano, dovesse essere opportunamente adattato ai tempi: «un re ci vuole, ma bisogna che sappia fare il suo mestiere, se no lo mandiamo via», affermò.
Sempre secondo il suo biografo, il nipote Alessandro Cortese de Bosis, «in politica era «liberale» come Croce, nel senso che la parola aveva allora in Italia; era un conservatore dell'Italia quale era stata creata dal Risorgimento. 
Accettava i diritti personali e politici dei cittadini e le istituzioni rappresentative, e la indipendenza del governo secolare dalla Chiesa. Nell'atmosfera di un regime libero tutte le riforme e trasformazioni politiche e sociali erano accettabili purché volute dalla maggioranza e promosse per vie legali».
Egli sosteneva che «le forze antifasciste in Italia non potevano prevalere se minacciavano non solo Mussolini ma anche il Re, e dunque spingevano il Re e l'esercito a stringersi con Mussolini. Era pratico - Lauro pensava - utilizzare la monarchia e l'esercito nell'intento di restaurare il regime di libertà in Italia», anche se riteneva fondamentalmente che Casa Savoia avesse ormai screditato l'istituto monarchico italiano, percepito alla maniera britannica.
Considerava invece il cattolicesimo come una delle religioni primitive da lui studiate nell'opera di Frazer. La distinzione crociana fra filosofia (religione superata) e religione (filosofia cristallizzata) "gli consentiva di trattare la religione come una realtà da tenere in conto. Il Papa esisteva in Italia come il Re. Non era un ideale, era una forza, era un interesse e doveva essere uno strumento da utilizzare in una lotta contro il fascismo che altrimenti sarebbe stata senza speranza."

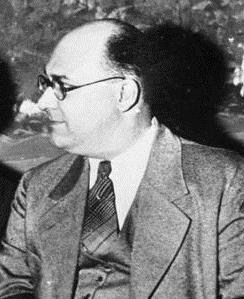
Gaetano Salvemini

#### La fine dell'Alleanza Nazionale e il primo progetto aereo
Mentre Lauro De Bosis, nell'ottobre del 1930, era nuovamente in viaggio negli Stati Uniti, per compiere un giro di conferenze nelle maggiori università, l'associazione venne scoperta, e furono arrestati Mario Vinciguerra, il giornalista Renzo Rendi e la madre di De Bosis. De Bosis, consapevole che i suoi amici rischiavano la pena capitale, concesse interviste ad alcuni giornali stranieri e sollecitò una vigorosa campagna di stampa per mettere pressioni sul regime.
Nel processo, tenutosi il 22 dicembre, i primi due furono condannati a quindici anni di reclusione, mentre sua madre venne assolta, dopo aver scritto una lettera di sottomissione a Mussolini.
Fu divulgata anche una dichiarazione di fedeltà al regime fascista che Lauro De Bosis aveva scritto due mesi prima su richiesta dell'ambasciatore italiano negli Stati Uniti, Giacomo De Martino. De Bosis l'aveva redatta unicamente per poter svolgere la sua attività clandestina con maggiore tranquillità, ma la notizia suscitò nell'opinione pubblica anche l'idea che egli fosse un agente provocatore fascista. Quello che più lo amareggiò fu di sapere che su circa trenta aderenti all'Alleanza Nazionale, quindici - si scoprì - erano inflitrati dell'OVRA, la polizia politica del regime.
Dalla Svizzera, dove risiedeva, De Bosis pensò inizialmente di farsi arrestare in Italia, per tutelare la sua immagine dalle diffamazioni e condividere la sorte dei suoi amici, poi si trasferì a Parigi, dove s'impiegò come portiere d'albergo e meditò un nuovo piano d'azione. Qui, isolato, frequenta alcuni intellettuali stranieri e Salvemini, che gli propone però di lasciar perdere la monarchia e il papa, che restavano al fianco del regime. De Bosis, però, volle fare ancora un tentativo di risvegliare la coscienza risorgimentale dei Savoia e dei monarchici vicini al regime, e la proposta di uno Stato libero e indipendente.
Finanziato dal giornale liberale belga Le Soir, nell'aprile del 1931 cominciò a prendere lezioni di pilotaggio in un campo privato vicino a Versailles e il 24 maggio fece il primo volo. Siccome si sentiva spiato, emigrò a Londra e acquistò un piccolo aereo da turismo. Il piano prevedeva che a luglio l'aereo, guidato da un pilota inglese, giungesse in Corsica, dove l'attendeva De Bosis che da lì l'avrebbe pilotato su Roma con un carico di volantini antifascisti da lanciare nella capitale. Ma l'11 luglio l'aeroplano si danneggiò atterrando in Corsica e tutti i fogli si sparpagliarono, rivelando il piano di Lauro.

### L'ultimo volo
(Lauro De Bosis, Icaro)
De Bosis riuscì a non perdersi d'animo: gli restava la Germania come rifugio. Nonostante fosse monarchico, salutò con entusiasmo la nascita della Seconda repubblica spagnola. In seguito, facendosi passare per un inglese di nome Morris, addusse a pretesto il proprio lavoro di agente d'affari per comprare un nuovo velivolo. Acquistò allora in agosto un nuovo aereo da turismo, un Klemm L 25, esercitandosi con due istruttori tedeschi che, il 2 ottobre, guidarono l'aereo fino a Cannes e di qui all'aeroporto di Marignane (località nei pressi di Marsiglia), dove De Bosis li attendeva.

Nel primo pomeriggio del 3 ottobre De Bosis si levò in volo per Roma, giungendo a sera sul cielo della capitale e lanciando circa 400.000 manifestini. Come aveva già scritto nella relazione anticipata del suo viaggio - scritta nella notte tra il 2 e il 3 e inviata quella stessa mattina all'amico Ferrari e all'editore belga che la farà subito pubblicare su Le Soir -, l'Histoire de ma mort ("Storia della mia morte", redatta in lingua francese), in cui presagisce la sua scomparsa e afferma «Varrò più da morto che da vivo» -, erano tre i testi diffusi sulle piazze di Roma e sopra il Quirinale, allora dimora reale: uno era rivolto al re Vittorio Emanuele III, al quale si chiedeva di essere degno dei suoi antenati fautori della libertà italiana, per non rischiare di alienare le simpatie che il popolo italiano aveva sempre avuto per i Savoia (Alessandro Cortese De Bosis la paragona a una di 100 anni prima, la famosa missiva indirizzata a Carlo Alberto da Giuseppe Mazzini e firmata "un italiano", e ricorda la frase mazziniana secondo cui "il martirio non è mai sterile"):

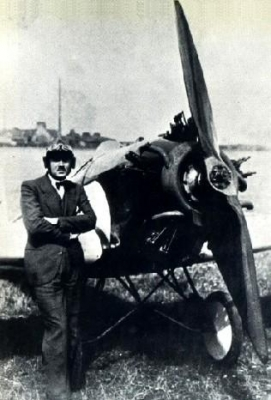
Lauro De Bosis con il suo Klemm L 25, prima della partenza (1931)

L'altro testo, tratto dal decalogo dell'Alleanza Nazionale, era invece diretto ai cittadini, sia ai monarchici che ai repubblicani, ai quali ricordava i valori risorgimentali e il primato della libertà:

Il testo della Histoire de ma mort cominciava con un'esaltazione del volo e dell'aeroplano di intonazione vagamente futurista, forse un'ulteriore sfida al regime (a cui aveva aderito, tra gli altri, proprio il fondatore del futurismo Marinetti):
I volantini distribuiti furono 400.000; a parte le due lettere, lancia alcune copie del libro Il fascismo in Italia di Bolton King.
Emulò così l'impresa che nel 1918 aveva portato D'Annunzio alla ribalta delle cronache dopo il volantinaggio su Vienna e su Trieste, e quelle di alcuni antifascisti: la più celebre fu un lancio di volantini su Milano del luglio 1930, ad opera di Giovanni Bassanesi e Gioacchino Dolci, organizzato da Randolfo Pacciardi e finanziato da Carlo Rosselli.
Dopo aver sorvolato la città per circa mezz'ora, De Bosis si diresse verso il mare, dove probabilmente l'aereo, rimasto privo di carburante, precipitò. 
Sembra che, ai due tecnici tedeschi, De Bosis avesse detto che egli intendeva recarsi a Barcellona, e questi non avrebbero pertanto riempito tutti i serbatoi dell'aeroplano; nel testamento spirituale afferma di voler volare per gli ultimi chilometri a motore spento, consapevole del rischio di avere solo sette ore e mezzo di esperienza di volo solitario.
Il relitto dell'aereo e il corpo del poeta non furono ritrovati, né dalle squadre d'aviazione che lo inseguirono, né successivamente. Per nascondere l'insuccesso, l'aviazione nascose l'esito dell'azione e la morte del poeta. Il volo fece enorme scalpore tra la stampa e la cultura internazionale, ma in Italia venne censurata la notizia.
Secondo i resoconti italiani, nel 1956, nel luogo dove presumibilmente il piccolo aeroplano "Pegaso" si era inabissato, da un'imbarcazione venne calata l'urna con le ceneri della compagna Ruth Draper, morta quell'anno e che aveva espresso il desiderio di riunirsi a Lauro. Secondo invece la versione ufficiale della famiglia Draper e delle autorità americane, le ceneri dell'attrice furono disperse nel mare dell'isola di Islesboro, dove i Draper possedevano una casa.

## Commemorazioni
- Il pittore Antonio Donghi dipinse un suo ritratto. Il dipinto non è datato, ma la sua esecuzione è ipotizzabile tra il 1924 e il 1927; con ogni probabilità infatti i due ebbero contatti più stretti in occasione delle mostre americane di Donghi[24]. L'immagine del presunto ritratto[25] è usata come foto di copertina del libro di Andrea Camilleri, Il metodo Catalanotti.[26]
- Nell'università statunitense di Harvard dal 1934 la cattedra di Civiltà Italiana ("Italian Studies", cioè italianistica) è intitolata a De Bosis, che nel 1929 aveva tenuto cicli di lezioni in questo ateneo; la cattedra è chiamata appunto «Lauro de Bosis lectureship», mentre il premio conferito ogni anno (sostanzialmente una borsa di studio di rimborso, pari a circa due volte la retta universitaria di Harvard) è denominato Lauro De Bosis Fellowship[1], riservato ai migliori studenti tra coloro che hanno conseguito un dottorato in "storia della civiltà italiana" nei precedenti dieci anni.[27] Nel 1938 fu Ruth Draper a tenere alcune lezioni nella suddetta cattedra.
- A Roma gli sono intitolate una piazza situata presso la sede del CONI (come vincitore olimpico) e un busto marmoreo sul colle del Gianicolo, nei pressi del faro, vicino ai busti qui dedicati agli eroi garibaldini, ma da essi separato da una zona verde, quasi ad indicare che egli, per ciò che riguarda la disponibilità al sacrificio, fu un continuatore dell'eroismo risorgimentale, dal quale lo divide solo il mutato contesto storico. Sempre a Roma, nel liceo Torquato Tasso, dove De Bosis si diplomò, è stata apposta una lapide commemorativa con l'epigrafe tratta da Icaro.

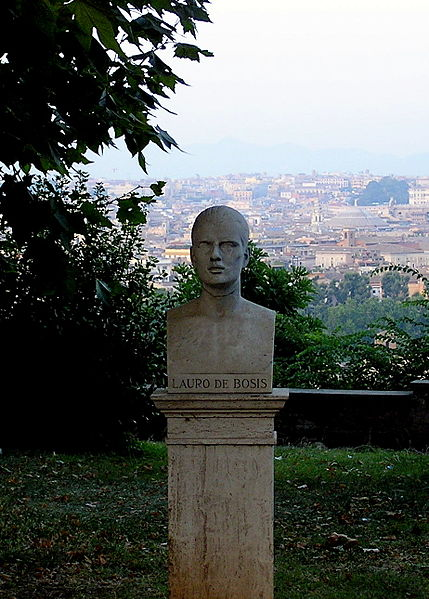
Busto di De Bosis
Gianicolo, Roma

- A Viareggio è intitolata a De Bosis una strada nel quartiere Ex Campo D'Aviazione.
- In Ancona è ricordato da: una via del quartiere Adriatico, intitolata fino al 1945 a Francesco Crispi; un edificio scolastico, ora centro giovanile, nel rione degli Archi; un'iscrizione metallica, posta sulla scalinata del monumento alla Resistenza del Pincio, che ne ricorda il carattere e l'operato. Essa fa parte di una serie di scritte che riassumono le lotte per la libertà durante il ventennio fascista[28][29].
- A Roma, in occasione del 75º anniversario del volo sulla capitale, si è tenuta la mostra Roma guarda Lauro De Bosis, a cura della Soprintendenza Speciale e del Polo museale romano[30].
- Il quotidiano liberale belga Le Soir, il 3 ottobre 2011, ha ricordato l'80º anniversario della sua morte e del suo volo su Roma ricordando che fu il redattore capo del giornale, insieme ad alcuni esuli italiani e a simpatizzanti francesi e belgi a fornire i fondi per l'acquisto dell'aereo; dopo il volo del 1931 il giornale aveva pubblicato integralmente la "Storia della mia morte", testamento spirituale di De Bosis[1].
- Anche negli Stati Uniti, nell'Università di Harvard, si è ricordato l'80º anniversario del volo su Roma[1].
- Thornton Wilder dedicò a de Bosis la sua novella Le Idi di Marzo (1948), suggerendo un parallelo tra l'eroe e il poeta Catullo.
- Una sua biografia, insieme a quella della sua fidanzata Ruth Draper ed a quelle di altri antifascisti italiani quali Ignazio Silone e Gaetano Salvemini, è raccolta nel libro della scrittrice anglo-irlandese-italiana Iris Origo Bisogno di testimoniare.
- Nel 2021, in occasione del 90º anniversario del volo, Giovanni Grasso ha pubblicato per Rizzoli il romanzo storico Icaro, il volo su Roma, dedicato a Lauro de Bosis e Ruth Draper.

## Galleria d'immagini

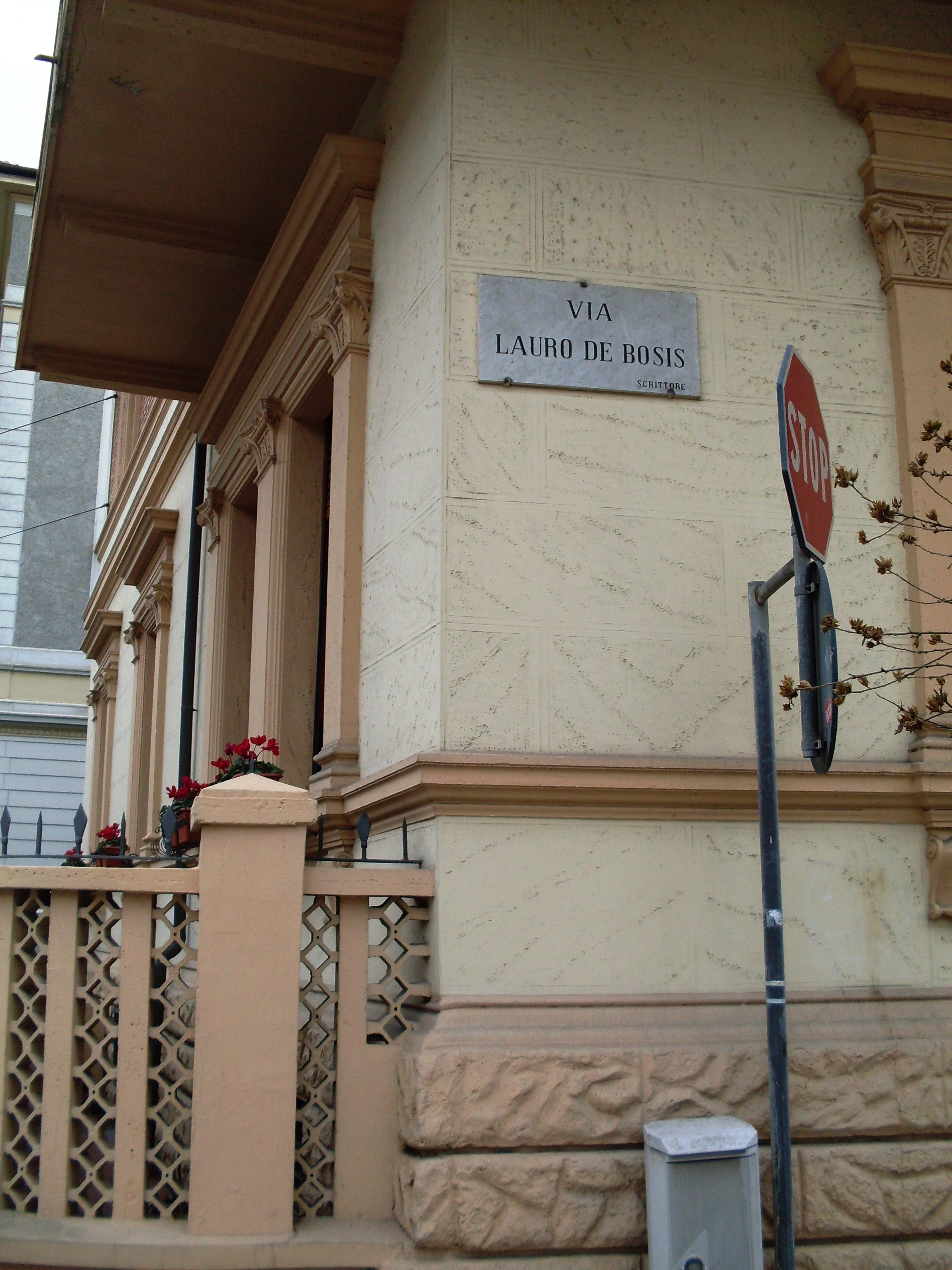
Ancona: via Lauro De Bosis
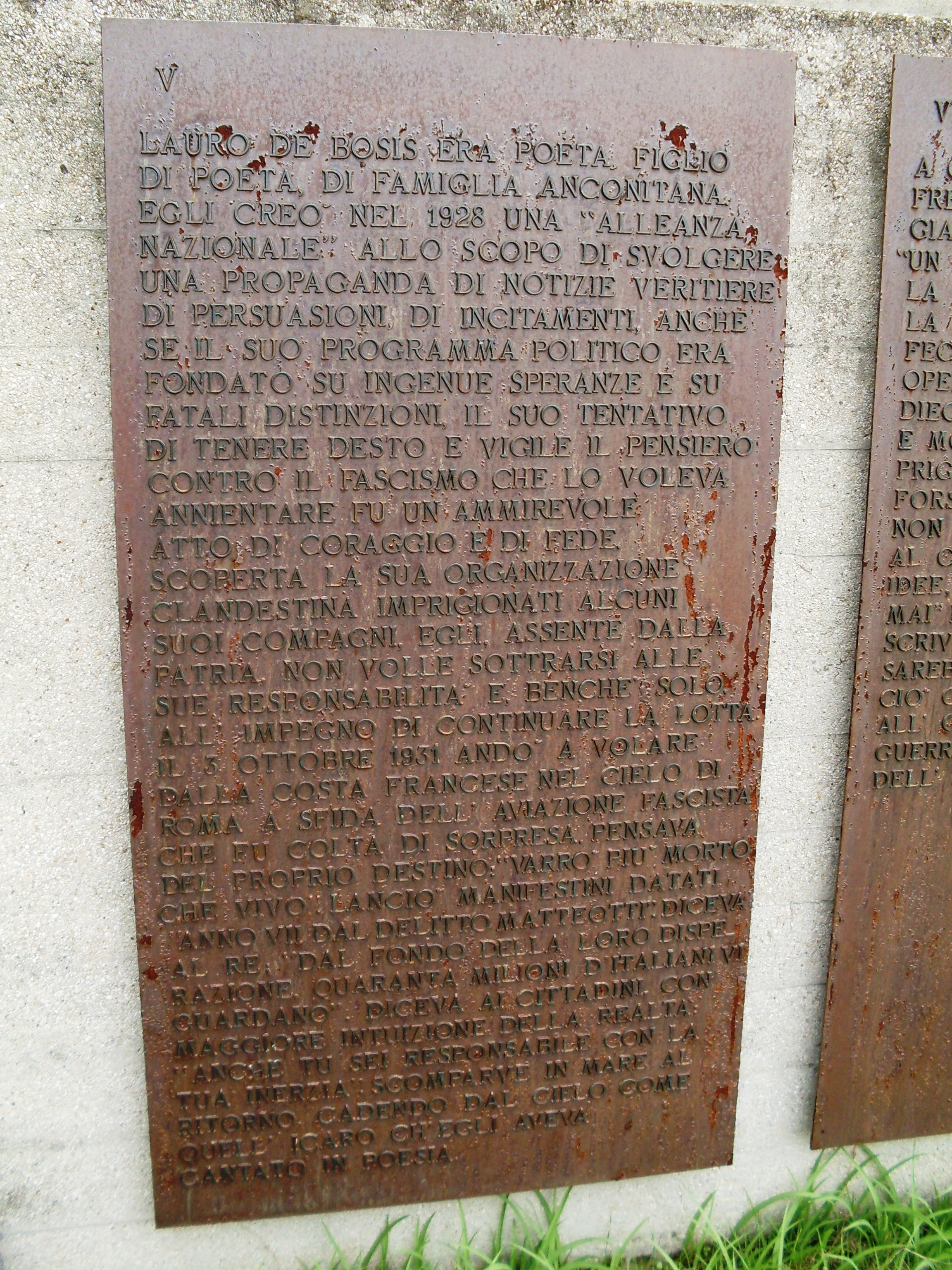
Ancona: Epigrafe dedicata a De Bosis, nel Parco del Pincio
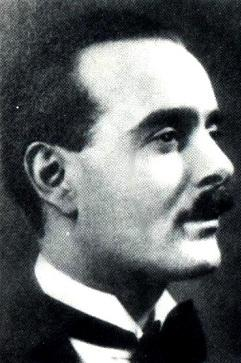
Primo piano

## Opere letterarie
- Icaro (1930), Alpes, 101 pagine
- Storia della mia morte (Histoire de ma mort, 1931), Torino, ed. Passigli, 1948, prefazione di Gaetano Salvemini e contributi di Sibilla Aleramo (testo base per altre edizioni, l'ultima del 2009); edizione alternativa col titolo: Storia della mia morte: il volo antifascista su Roma, a cura di Alessandro Cortese De Bosis (ambasciatore e figlio di una delle sorelle di Lauro), con carte e documenti inediti, Mancosu edizioni, 1995
- La religione della libertà, e altre conferenze americane su Europa e umanismo, con in appendice le lettere inedite a Benedetto Croce, a cura di Rosalia Peluso, Firenze, Le Lettere, 2020.

## Traduzioni

### Dal greco antico
- Edipo re di Sofocle - 1924
- Antigone di Sofocle - 1927
- Prometeo incatenato di Eschilo - 1930

### Dall'inglese
- Il ramo d'oro di James Frazer - 1925
- La vita privata di Elena di Troia di John Erskine - 1928
- Il ponte di San Luis Rey di Thornton Wilder - 1929

## Palmarès
- Argento ad Amsterdam 1928, in discipline artistiche, specialità letteratura drammatica

## Cultura di massa

### Cinema
- Le radici della libertà (1972) di Ermanno Olmi e Corrado Staiano - docu-fiction[31]

### Teatro
- Il poeta volante (2008) di Angelo Ruta, con Pietro Pignatelli nel ruolo di De Bosis

### Documentari televisivi
- Esuli. Storia familiare di tre antifascisti: Giuseppe Donati, Nello Rosselli e Lauro de Bosis (2015) di Giovanni Grasso, documentario a cura di La Grande Storia di Rai 3
- Lauro De Bosis. Storia del volo antifascista su Roma (2014) di Piergiorgio Curzi e Maurizio Carta, docu-fiction con ricostruzioni storiche con attori, a cura di Rai Storia, con la partecipazione di Giovanni De Luna